# شقطسينات
الشقطسينات (الاسم العلمي: Chactoidea) هي فوق فصيلة من العنكبوتيات تتبع رتيبة العقارب الجديدة من رتبة العقارب.

## فصائل
- الشقطسية
- العقيربية